# Cotentinais
Le cotentinais est une variété de parler normand utilisée dans le Cotentin. Il s'apparente au jersiais et au guernesiais.

## Sous-groupes dialectaux
Héritier d'une longue histoire, le parler normand cotentinais, n'est pas tout à fait uniforme. Résultat d'un émiettement en un grand nombre de variantes locales, on peut toutefois distinguer cinq sous-groupes de langage dans le Cotentin :
1. le langage de la Hague, au nord-ouest de la péninsule du Cotentin
2. le langage du Val de Saire, au nord-est
3. le langage du Coutançais du nord, au nord de la ligne Coutances-Saint-Lô
4. le langage du Coutançais du sud, au nord de la ligne Joret
5. le baupteis, langage du Bauptois, entre Carentan et la Haye-du-Puits

Le parler de Cherbourg, qui appartenait au premier sous-groupe haguais, a tout à fait disparu.
Chaque sous-groupe possède quelques particularités qui ont permis de les définir : 
1. le langage de la Hague est très guttural, notamment par la prononciation dure du h aspiré normand (Hague se dit [hrague]). Il prononce les verbes du premier groupe avec une final en [-a] : chauntaer (chanter) se lit [chanhanta] /ʃaɔ̃tɑ/. Il en est de même pour la conjugaison au participe passé. Exception, dans les deux communes du cap de la Hague (Auderville et Saint-Germain-des-Vaux) où on prononce [chanhanto] /ʃaɔ̃to/.
2. le langage du Val de Saire, prononce de même des finales des verbes du premier groupe en [-o] : acataer (acheter) se lit [acato]. Au participe passé, même prononciation, sauf au féminin : [acata:] avec un [-a:] long. Exemple : Ole a 'taé acataée sauns câotioun se dira [ôlata: acata: sahan kâossiahon] = (elle a été achetée sans garantie)
3. les langages du Coutançais du nord et du sud prononcent les verbes du premier groupe et leur participe passé en [-âé] ou [-âè] : happaer (attraper) se dit donc [hrapâé]. Attrapée se traduira par happaée [hrappaée]. La différence entre ces deux groupes réside plus sur les prononciation du [qŭ-] normand. Ici, pour qŭyin (chien), on dira [ki'i], [tchi], ou [tchihin] (avec un [-hin] final à peine audible). pour comparaison, rappelons qu'en cauchois, on dit [ki'in].
4. le baupteis, langage du Bauptois, est proche des langages du Coutançais pour les verbes de premier groupe et le [qŭ-]. En revanche, il a la particularité de prononcer le [âo] cotentinais en [è], ce qui n'en facilite pas la compréhension. Cette disposition n'est d'ailleurs pas apparue dans la littérature dialectale et a donc quasiment disparue. Là où partout en Normandie on dit câosaer (discuter), prononcé [kâoza, kâozo, kâozaé, kâozaè, ou kâozé] selon les sous-groupes précédents et en normand méridional [kâozé], le langage du Bauptois dira [kèzaé] ou [kèzâè] ou rarement [kèza]. Ainsi la câode iâo (l'eau chaude) se dira la [kèdiè]. Bâopteis s'y prononce d'ailleurs [bèté:].

## Littérature cotentinaise
Chaque sous-groupe a donc également ses auteurs de langue normande, qui même s'ils ont utilisé ou contribué à élaborer une orthographe cohérente et unifié, ont écrit des textes propres à chaque sous-groupe, mais lisibles par tous. Ainsi, le riche vocabulaire du cotentinais a été mis en œuvre par plusieurs poètes et écrivains aux XIXe et XXe siècles, en particulier :
- Parler de la Hague : Alphonse Allain, Côtis-Capel
- Parler du Val de Saire : Alfred Noël
- Parler coutançais nord : Louis Beuve, François Énault, Marcel Dalarun
- Parler coutançais sud : Louis Beuve
- Parler du Bauptois : Pierre Guéroult
- Alfred Rossel, précurseur de l'écriture en normand du Cotentin écrit un normand « de la région de Cherbourg », c'est-à-dire entre cette ville et Valognes, qui peut être relié aux sous-groupes de la Hague, du Val de Saire et du Bauptois.

## Avenir
Cette variété du normand qu'est le cotentinais, est encore aujourd'hui préchie, mais en petit nombre, et la flamme des amateurs est entretenue par quelques associations folkloriques (chansons, danses, revues) et surtout par l'association Magène qui a pour objectif de sauvegarder et de promouvoir le normand par le moyen de l'édition de disques et de livres.
Il ne fait pas de doute que les subdivisions du cotentinais sont vouées à disparaître dans la première moitié du XXIe siècle au profit d'un dialecte cotentinais commun mais fragilisé.